# Návsí
Návsí (in polacco Nawsie, in tedesco Nawsy) è un comune della Repubblica Ceca facente parte del distretto di Frýdek-Místek, nella regione della Moravia-Slesia.

## Galleria d'immagini

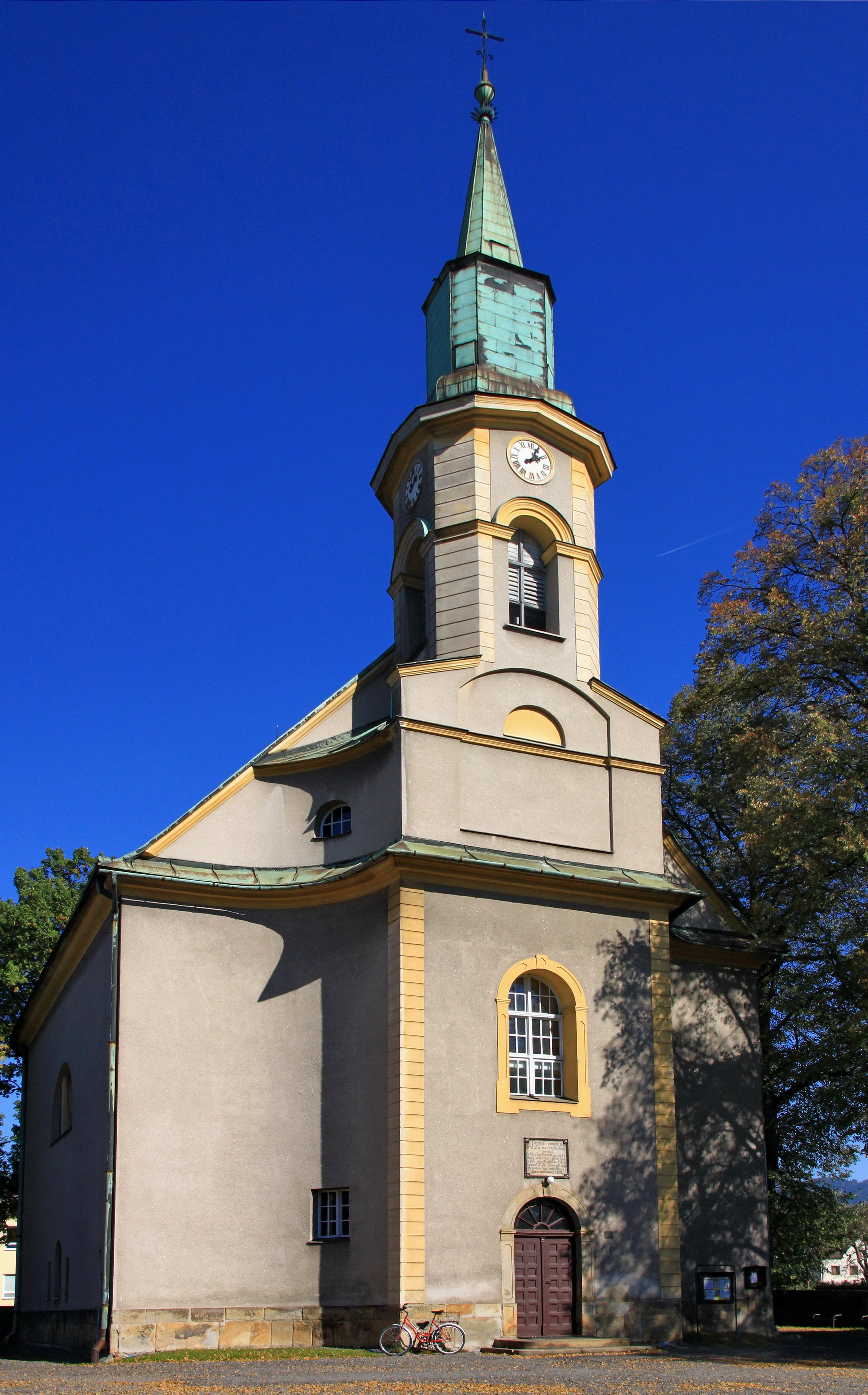
Chiesa Luterana
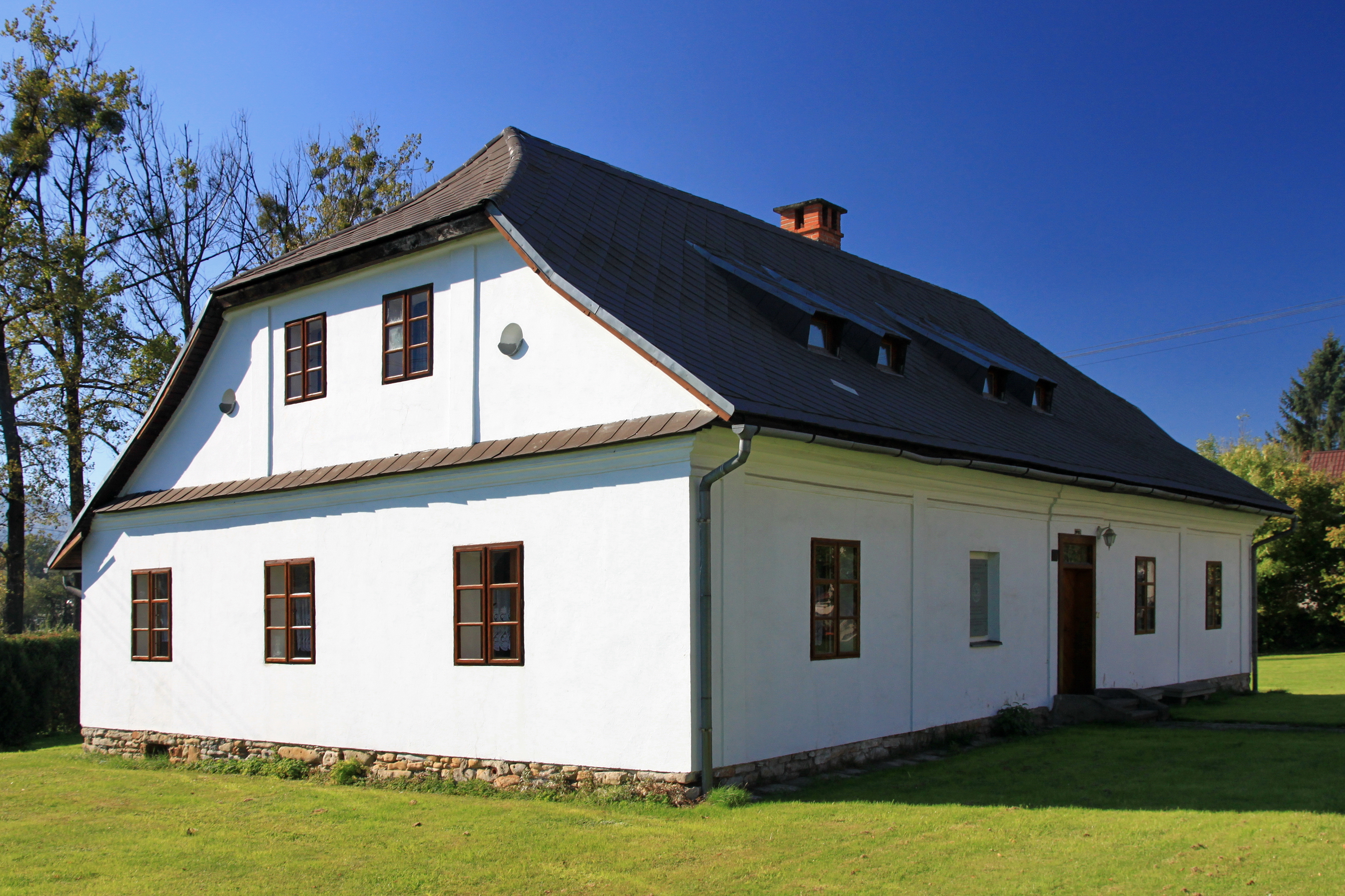
Ex Scuola Evangelica
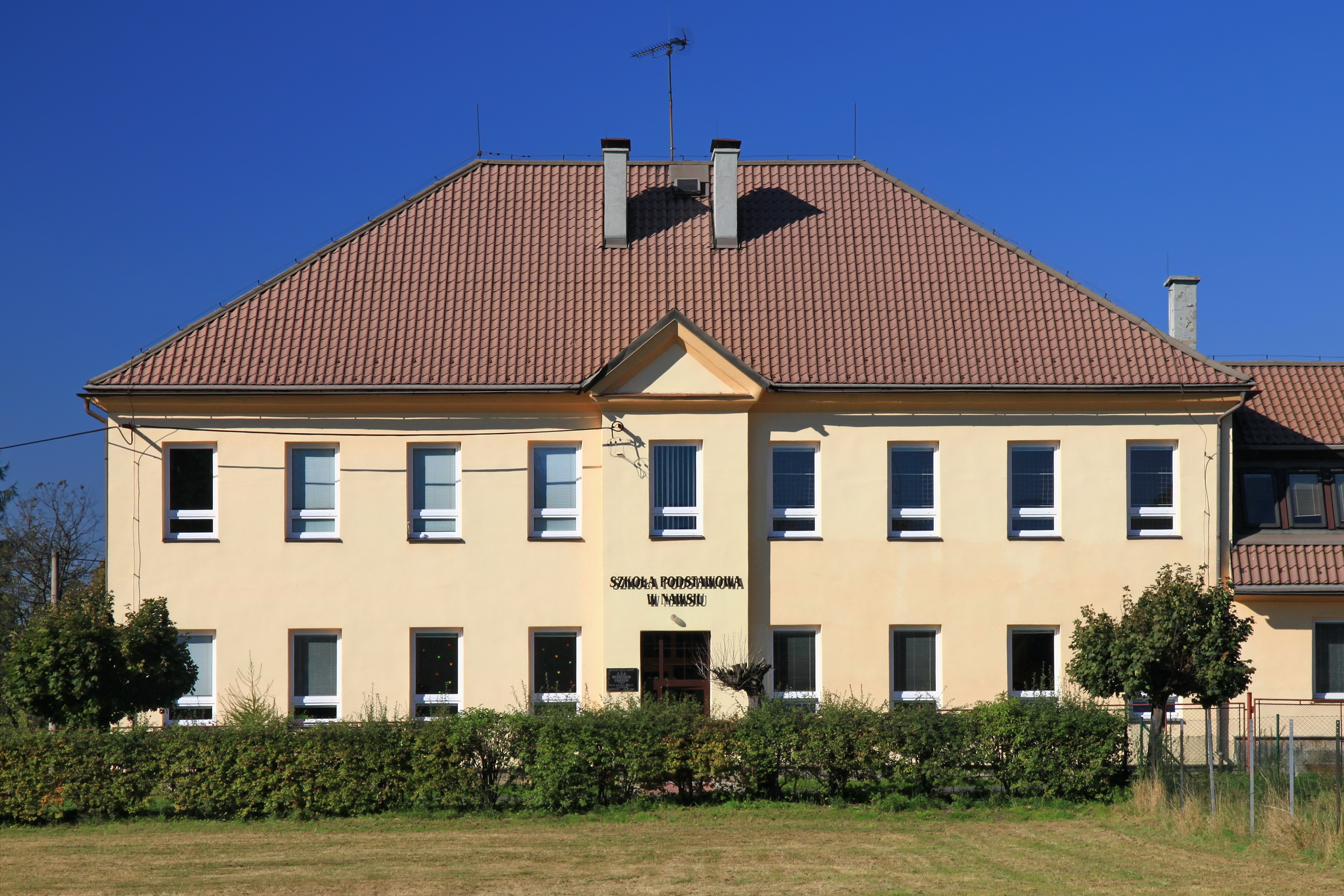
Polacco Scuola Primaria
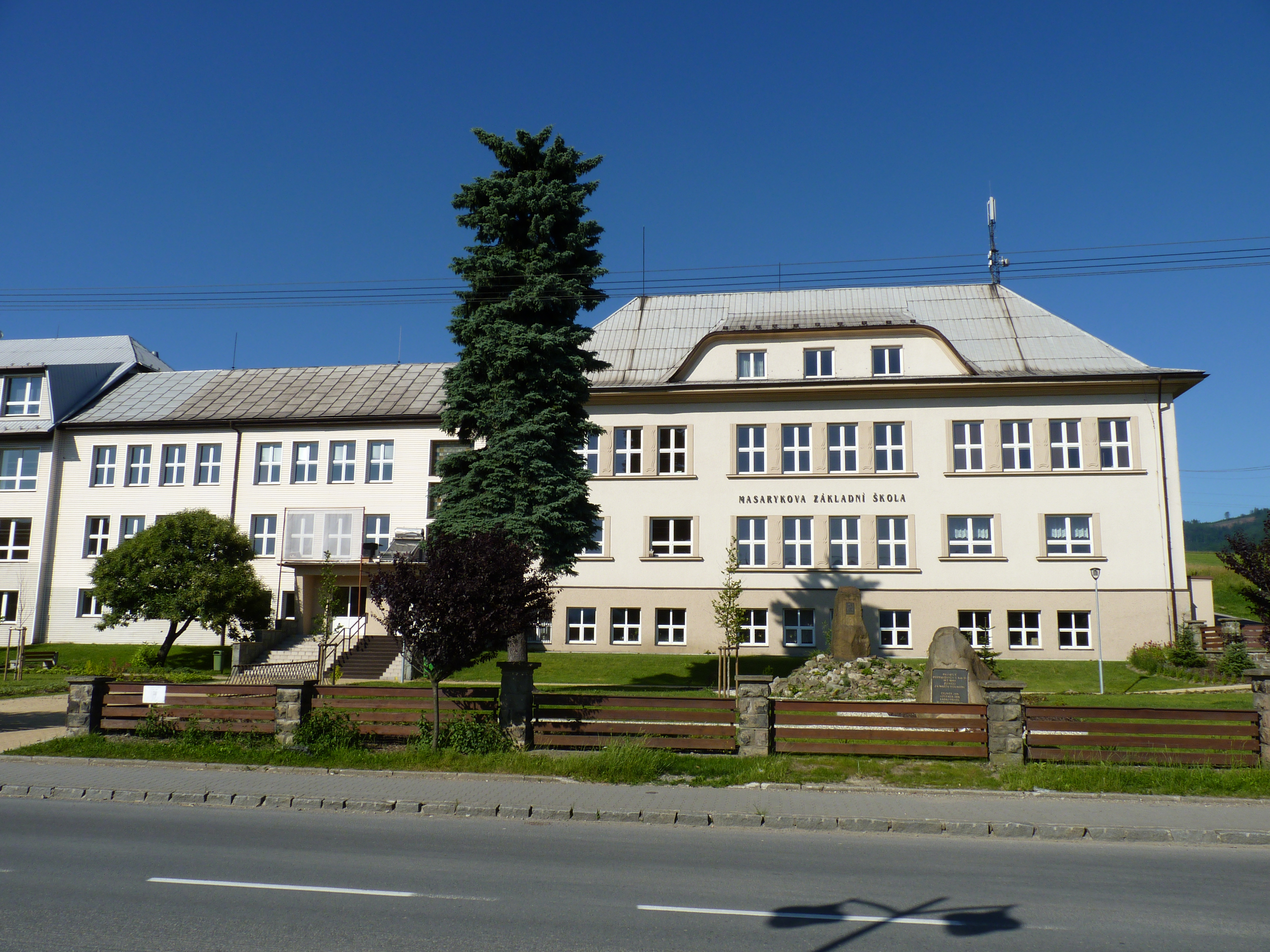
Repubblica scuola primaria
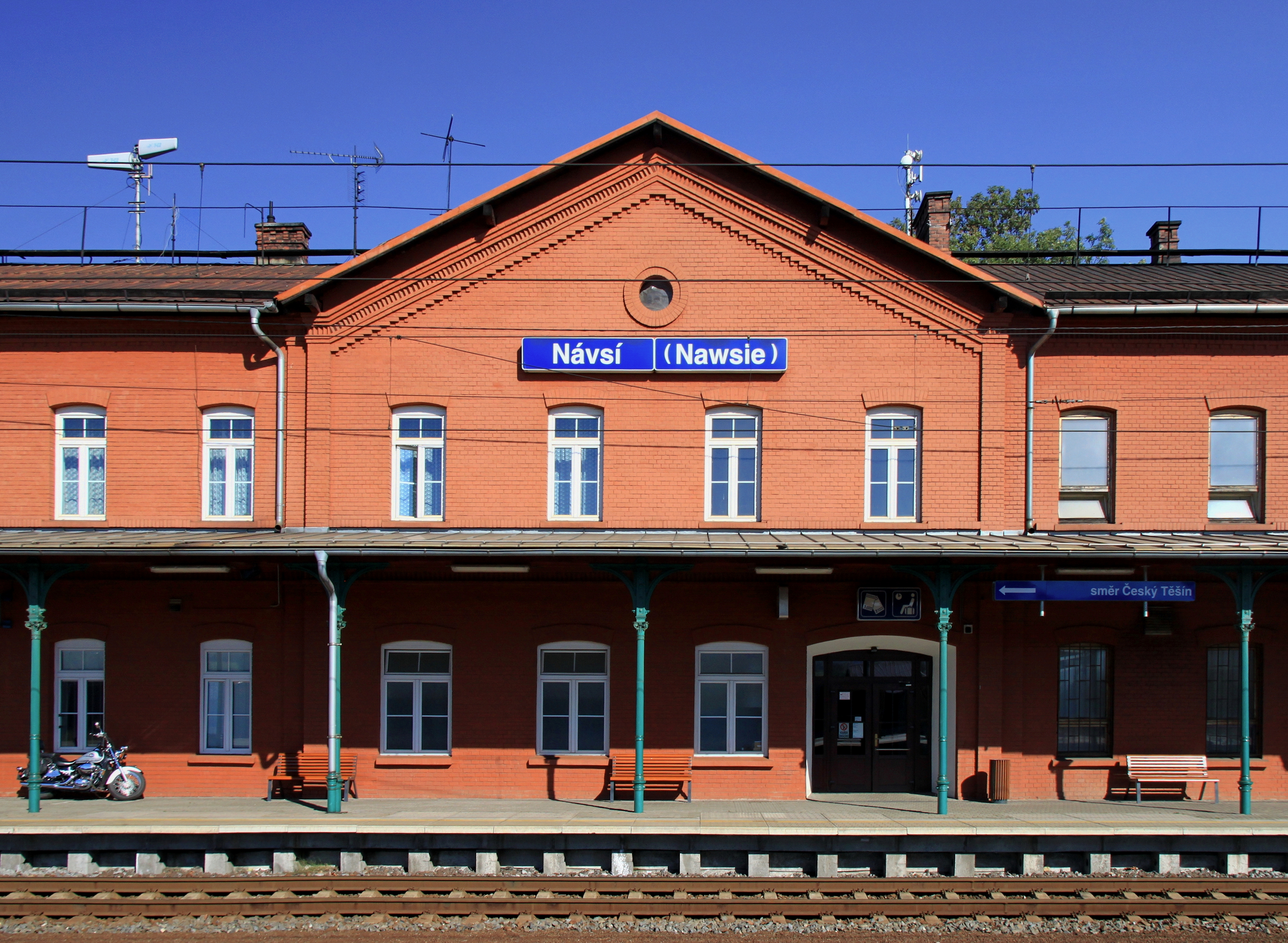
stazione ferroviaria